# Michail Grigorjewitsch Gribanow
Michail Grigorjewitsch Gribanow (russisch Михаил Григорьевич Грибанов, wissenschaftliche Transliteration Mikhail Gribanov; * 1906; † 1987) war ein sowjetischer Politiker.
Von 1947 bis 1949 war er als Stellvertreter des Politberaters dem Chef des SMAD unterstellt.
Gribanow war in der Vorbereitungszeit der ersten Stalin-Note (1951) Leiter der für die deutschsprachigen Länder zuständigen Dritten Abteilung des sowjetischen Außenministeriums, der er im Zeitraum von 1949 bis 1953 erst als Stellvertreter, dann als Leiter vorstand.
Auf Zitate Gribanows griff unter anderem der Essener Historiker Wilfried Loth zurück. Dieser versuchte, mit deren Hilfe seine These von der Ernsthaftigkeit der sowjetischen Angebote zur Wiedervereinigung Deutschlands im Jahre 1952 zu untermauern. Von Gribanow sei, so Loth, die Initiative für das Friedensvertragsprojekt „Stalin-Note“ ausgegangen.
Von 1956 bis 1962 war Gribanow als Botschafter der Sowjetunion in Norwegen tätig.

## Werke
- Besopasnost dlja Ewropy (deutsch: Sicherheit für Europa: Perspektiven einer gesamtdeutschen Konferenz, Moskau: APN, 1972)
- (Herausgeber) Sa mir i besopasnost narodow: dokumenty wneschnei politiki SSSR, 1966 god, Moskau: Isdatelstwo polit. literatury, 1983, 2 Bände